# Lance Armstrong Foundation
A Lance Armstrong Foundation (LAF) (magyarul Lance Armstrong Alapítvány) egy Amerikai Egyesült Államokbeli 501(c)(3) nonprofit alapítvány, amely a rákos betegeknek ad támogatást. Az alapítványt 1997-ben alapította meg Lance Armstrong ráktúlélő és kerékpárbajnok, melynek székhelye Texas megye Austin városában van az Amerikai Egyesült Államokban. A LAF azt állítja, hogy küldetésük „ösztönözni és képessé tenni” a rákos betegeket és az ő családjukat a következő szlogenjük alatt:
„Az egység erő, a tudás hatalom, a hozzáállás pedig mindennek az alapja.” Az alapítványnak az is a célja, hogy gyakorlati információt és eszközöket nyújtson a rákosok számára, közegészségügy és kutatás által.